# 高杯喉毛花
高杯喉毛花（学名：Comastoma traillianum）为龙胆科喉毛花属下的一个种。

## 扩展阅读
- 維基物種上的相關：高杯喉毛花